# Уобамун
Уобамун (англ.  Wabamun Lake) — озеро в провинции Альберта в Канаде. Расположено в центральной части провинции, в 60 км к западу от города Эдмонтон. Одно из средних по величине озёр Канады — общая площадь равна 82 км². Высота над уровнем моря — 727,4 м. Озеро широко известно и хорошо изучено, является популярным местом отдыха.
Средняя температура самого холодного месяца (февраля) составляет −11,3 °C, самого тёплого месяца (июля) составляет 17,9 °C, среднегодовая температура равна 3,4 °C. Минимальное количество осадков выпадает весной (в марте всего 3 мм), максимальное — летом (в августе 112 мм), среднегодовое количество осадков равно 471 мм. Температура воды у поверхности составляет в мае 7,0 °C, в августе равна 25,6 °C. Ледостав с декабря по апрель.
Название озера на языке кри обозначает «зеркало».
Провинциальный парк Уобамун Лейк охватывает крайнюю северо-восточную часть озера. Одно из популярных озёр в окрестностях Эдмонтона для рыбной ловли на сига и северную щуку. Годовой улов рыбы составляет 38 тонн.